# تمران (ساة)
'

تعديل مصدري - تعديل

تمران هي إحدى قرى عزلة ساه بمديرية ساة التابعة لمحافظة حضرموت، بلغ تعداد سكانها 148 نسمة حسب تعداد اليمن لعام 2004.